# Liste der Einträge im National Register of Historic Places im Clark County (Washington)
Diese Liste der Einträge im National Register of Historic Places im Clark County (Washington) enthält alle im Clark County, Washington in das National Register of Historic Places eingetragenen Gebäude, Bauwerke, Objekte, Stätten oder historischen Distrikte.
Diese Liste entspricht dem Bearbeitungsstand des National Park Service/National Register of Historic Places vom 16. August 2024.

## Legende
| NRHP | Historic Place             |
| HD   | National Historic District |
| NHS  | National Historic Site     |

## Aktuelle Einträge
| [ 2 ] | Name                                                                | Bild                                                                | Eintragsdatum                  | Lage | Ort           | Beschreibung |
| ----- | ------------------------------------------------------------------- | ------------------------------------------------------------------- | ------------------------------ | --- | ------------- | ------------ |
| 1     | Amboy United Brethren Church                                        | Amboy United Brethren Church                                        | 4. Dez. 2008 ID-Nr. 08001184   | 21416 NE 399th Street 45° 54′ 37,3″ N, 122° 27′ 11,9″ W                                                                                        | Amboy         |              |
| 2     | Anderson–Beletski Prune Farm                                        | Anderson–Beletski Prune Farm                                        | 15. Mai 1986 ID-Nr. 86001100   | 13220 Northwest 42nd Court 45° 43′ 0,9″ N, 122° 42′ 50,9″ W                                                                                    | Vancouver     |              |
| 3     | Arndt Prune Dryer                                                   | Arndt Prune Dryer                                                   | 4. Okt. 1979 ID-Nr. 79002527   | 2109 Northwest 219th Street 45° 46′ 43,2″ N, 122° 41′ 36,9″ W                                                                                  | Ridgefield    |              |
| 4     | Basalt Cobblestone Quarries District                                | weitere Bilder                                                      | 14. Dez. 1981 ID-Nr. 81000587  | zwischen dem Gee Creek, Lake River und BNSF Railway, nordwestlich von Ridgefield 45° 50′ 25,3″ N, 122° 45′ 44,9″ W                             | Ridgefield    |              |
| 5     | Cedar Creek Grist Mill                                              | weitere Bilder                                                      | 26. März 1975 ID-Nr. 75001844  | 43907 Northeast Grist Mill Road 45° 56′ 18,3″ N, 122° 34′ 59,7″ W                                                                              | Woodland      |              |
| 6     | Chumasero–Smith House                                               | weitere Bilder                                                      | 7. Apr. 1998 ID-Nr. 98000282   | 310 West 11th Street 45° 37′ 47,3″ N, 122° 40′ 28,1″ W                                                                                         | Vancouver     |              |
| 7     | Clark County Courthouse                                             | Clark County Courthouse                                             | 11. Apr. 2014 ID-Nr. 14000165  | 1200 Franklin Street 45° 37′ 49,3″ N, 122° 40′ 39,5″ W                                                                                         | Vancouver     |              |
| 8     | Clark County Poor Farm – Southwestern Washington Experiment Station | Clark County Poor Farm – Southwestern Washington Experiment Station | 7. Jan. 2013 ID-Nr. 12001159   | 1919 Northeast 78th Street 45° 40′ 42″ N, 122° 39′ 5,9″ W                                                                                      | Vancouver     |              |
| 9     | Covington House                                                     | Covington House                                                     | 5. Mai 1972 ID-Nr. 72001268    | 4201 Main Street 45° 39′ 9″ N, 122° 39′ 58,9″ W                                                                                                | Vancouver     |              |
| 10    | Elks Building                                                       | weitere Bilder                                                      | 14. Juli 1983 ID-Nr. 83003322  | 916 Main Street 45° 37′ 43″ N, 122° 40′ 19″ W                                                                                                  | Vancouver     |              |
| 11    | Evergreen Hotel                                                     | weitere Bilder                                                      | 1. Jan. 1979 ID-Nr. 79002529   | 500 Main Street 45° 37′ 30,9″ N, 122° 40′ 18,9″ W                                                                                              | Vancouver     |              |
| 12    | Farrell Building                                                    | weitere Bilder                                                      | 15. März 2006 ID-Nr. 06000135  | 305 Northeast 4th Avenue 45° 35′ 8,5″ N, 122° 24′ 17,9″ W                                                                                      | Camas         |              |
| 13    | Fort Vancouver National Historic Site                               | weitere Bilder                                                      | 15. Okt. 1966 ID-Nr. 66000370  | zwischen dem Lewis und Clark Highway, Interstate 5, dem East Evergreen Boulevard und der East Reserve Street 45° 37′ 27,4″ N, 122° 39′ 40,2″ W | Vancouver     |              |
| 14    | Glenwood School                                                     | Glenwood School                                                     | 11. Juni 1992 ID-Nr. 92000697  | 13305 Northeast 87th Avenue 45° 43′ 5,6″ N, 122° 35′ 0″ W                                                                                      | Glenwood      |              |
| 15    | Albert and Letha Green House and Barn                               | Albert and Letha Green House and Barn                               | 19. Feb. 1982 ID-Nr. 82004202  | 25716 NE Lewisville Highway 45° 48′ 32,7″ N, 122° 32′ 52,8″ W                                                                                  | Battle Ground |              |
| 16    | Henry Heisen House                                                  | Henry Heisen House                                                  | 4. Okt. 1979 ID-Nr. 79002526   | 27904 NE 174th Avenue 45° 49′ 29,3″ N, 122° 29′ 37,8″ W                                                                                        | Heisson       |              |
| 17    | Hidden Houses                                                       | weitere Bilder                                                      | 29. Nov. 1978 ID-Nr. 78002737  | 100 und 110 W. 13th Street 45° 37′ 53″ N, 122° 40′ 16″ W                                                                                       | Vancouver     |              |
| 18    | House of Providence                                                 | weitere Bilder                                                      | 1. Dez. 1978 ID-Nr. 78002738   | 400 E. Evergreen Boulevard 45° 37′ 47″ N, 122° 40′ 1″ W                                                                                        | Vancouver     |              |
| 19    | John P. and Mary Kiggins House                                      | John P. and Mary Kiggins House                                      | 30. Juni 1995 ID-Nr. 95000804  | 411 E. Evergreen Boulevard 45° 37′ 47″ N, 122° 40′ 1″ W                                                                                        | Vancouver     |              |
| 20    | Kiggins Theater                                                     | weitere Bilder                                                      | 17. Juli 2012 ID-Nr. 12000421  | 1011 Main Street 45° 37′ 45,3″ N, 122° 40′ 16,8″ W                                                                                             | Vancouver     |              |
| 21    | Lambert School                                                      | Lambert School                                                      | 16. März 1989 ID-Nr. 89000216  | 21814 NW 11th Avenue 45° 46′ 47″ N, 122° 40′ 55″ W                                                                                             | Ridgefield    |              |
| 22    | Judge Columbia Lancaster House                                      | Judge Columbia Lancaster House                                      | 20. Feb. 1975 ID-Nr. 75001843  | nördlich von Ridgefield an der Lancaster Road 45° 51′ 48″ N, 122° 44′ 52″ W                                                                    | Ridgefield    |              |
| 23    | Lewisville Park                                                     | weitere Bilder                                                      | 28. Mai 1986 ID-Nr. 86001202   | 26411 NE Lewisville Highway 45° 49′ 2″ N, 122° 32′ 23″ W                                                                                       | Battle Ground |              |
| 24    | Luepke Florist                                                      | Luepke Florist                                                      | 17. Mai 2016 ID-Nr. 16000293   | 1300 Washington Street 45° 37′ 52,3″ N, 122° 40′ 22,6″ W                                                                                       | Vancouver     |              |
| 25    | Heye H. and Eva Meyer Farmstead                                     | weitere Bilder                                                      | 7. Jan. 2015 ID-Nr. 14001142   | 13705 NE 50th Avenue 45° 43′ 16,6″ N, 122° 37′ 11,1″ W                                                                                         | Vancouver     |              |
| 26    | Northrop Primary School                                             |                                                                     | 13. Dez. 2022 ID-Nr. 100008454 | 611 Grand Blvd. 45° 37′ 28,9″ N, 122° 38′ 26,2″ W                                                                                              | Vancouver     |              |
| 27    | Officers Row, Fort Vancouver Barracks                               | weitere Bilder                                                      | 11. Nov. 1974 ID-Nr. 74001948  | 611–1616 E. Evergreen Boulevard 45° 37′ 41″ N, 122° 39′ 30″ W                                                                                  | Vancouver     |              |
| 28    | Parkersville Site                                                   | Parkersville Site                                                   | 11. Aug. 1976 ID-Nr. 76001880  | 24 S A St. 45° 34′ 45,9″ N, 122° 22′ 55″ W | Washougal     |              |
| 29    | Pittock House                                                       | Pittock House                                                       | 3. Juli 1979 ID-Nr. 79003148   | 114 NE Leadbetter Road 45° 37′ 21″ N, 122° 25′ 42″ W                                                                                           | Camas         |              |
| 30    | Pomeroy Farm                                                        | Pomeroy Farm                                                        | 13. März 1987 ID-Nr. 87000413  | 20902 NE Lucia Falls Road 45° 50′ 27″ N, 122° 27′ 30″ W                                                                                        | Yacolt        |              |
| 31    | John Roffler House                                                  | John Roffler House                                                  | 29. Apr. 1993 ID-Nr. 93000368  | 1437 NE Everett Street 45° 35′ 27″ N, 122° 24′ 16″ W                                                                                           | Camas         |              |
| 32    | Sara Store                                                          | Sara Store                                                          | 30. März 1995 ID-Nr. 95000304  | 17903 NW 41st Avenue 45° 45′ 24″ N, 122° 42′ 41″ W                                                                                             | Ridgefield    |              |
| 33    | William Henry Shobert House                                         | weitere Bilder                                                      | 4. Okt. 1979 ID-Nr. 79002528   | 621 Shobert Lane 45° 48′ 40,2″ N, 122° 44′ 26,5″ W                                                                                             | Ridgefield    |              |
| 34    | Slocum House                                                        | weitere Bilder                                                      | 18. Jan. 1973 ID-Nr. 73001867  | 605 Esther Street 45° 38′ 7″ N, 122° 40′ 27″ W                                                                                                 | Vancouver     |              |
| 35    | John Stanger House                                                  | John Stanger House                                                  | 17. Mai 1990 ID-Nr. 90000785   | 9213 SE Evergreen Highway 45° 36′ 23,6″ N, 122° 34′ 42,1″ W                                                                                    | Vancouver     |              |
| 36    | U.S. National Bank Building                                         | weitere Bilder                                                      | 29. Dez. 1988 ID-Nr. 84004010  | 601 Main Street 45° 37′ 34″ N, 122° 40′ 13″ W                                                                                                  | Vancouver     |              |
| 37    | U.S. Post Office – Camas Main                                       | weitere Bilder                                                      | 7. Aug. 1991 ID-Nr. 91000639   | 440 NE 5th Avenue 45° 35′ 12″ N, 122° 24′ 18″ W                                                                                                | Camas         |              |
| 38    | U.S. Post Office – Vancouver Main                                   | weitere Bilder                                                      | 30. Mai 1991 ID-Nr. 91000659   | 1211 Daniels Street 45° 37′ 51″ N, 122° 40′ 24″ W                                                                                              | Vancouver     |              |
| 39    | Vancouver National Historic Reserve Historic District               | Vancouver National Historic Reserve Historic District               | 5. Jan. 2007 ID-Nr. 06001216   | zwischen der Officers Row, East Reserve Street, Columbia River und Interstate 5 45° 37′ 35,3″ N, 122° 39′ 19,2″ W                              | Vancouver     |              |
| 40    | Vancouver Public Library                                            | weitere Bilder                                                      | 3. Aug. 1982 ID-Nr. 82004204   | 1511 Main Street 45° 38′ 0″ N, 122° 40′ 12″ W                                                                                                  | Vancouver     |              |
| 41    | Vancouver Telephone Building                                        | weitere Bilder                                                      | 6. Nov. 1986 ID-Nr. 86003092   | 112 W. 11th Street 45° 37′ 48″ N, 122° 40′ 16″ W                                                                                               | Vancouver     |              |
| 42    | Vancouver–Portland Bridge                                           | weitere Bilder                                                      | 16. Juli 1982 ID-Nr. 82004205  | über den Columbia River am Interstate 5 45° 37′ 4,5″ N, 122° 40′ 30,5″ W                                                                       | Vancouver     |              |
| 43    | Venersborg School                                                   | weitere Bilder                                                      | 16. März 1989 ID-Nr. 89000215  | Straßenkreuzung nordöstlich von 209th Street und NE 242nd Avenue 45° 46′ 23,5″ N, 122° 25′ 25″ W                                               | Battle Ground |              |
| 44    | Washington School for the Blind                                     | Washington School for the Blind                                     | 14. Mai 1993 ID-Nr. 93000370   | 2214 E. 13th Street 45° 38′ 24″ N, 122° 38′ 46″ W                                                                                              | Vancouver     |              |
| 45    | Yale Bridge                                                         | weitere Bilder                                                      | 16. Juli 1982 ID-Nr. 82004206  | über den Lewis River an der Washington State Route 503 45° 57′ 40″ N, 122° 22′ 18″ W                                                           | Yale          |              |